# Jack Donohue
John Donohue, detto Jack (New York, 4 giugno 1931 – Ottawa, 16 aprile 2003), è stato un allenatore di pallacanestro statunitense naturalizzato canadese.